# تابع خطی

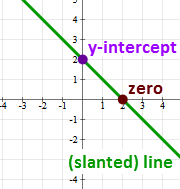
نمودار تابع خطی: y(x) = −x + 2

در حساب دیفرانسیل و انتگرال و دیگر بخش‌های ریاضیات، تابع خطی به تابعی تک‌متغیره با دامنه و برد زیرمجموعه‌ای از اعداد حقیقی گفته می‌شود که اگر در دستگاه مختصات دکارتی کشیده شود، به شکل خط خواهد بود.
شکل عمومی آنها بدین صورت است:
f(x) = ax + b
توابع خطی به معادلات خطی مرتبط هستند.

### شیب خط
a شیب خط می‌باشد. برای محاسبه شیب خط کافیست دو نقطه را در نظر بگیریم سپس تفاضل عرض‌ها به تفاضل طول‌ها را محاسبه کنیم.

### عرض از مبدا
b عرض از مبدا می‌باشد. برای محاسبه عرض از مبدا دو راه وجود دارد:
1. معادله خط را نوشته و x را برابر صفر در نظر می‌گیریم.

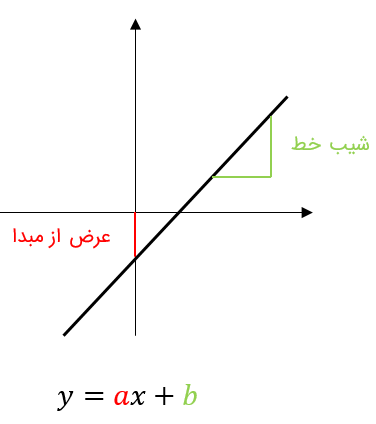
شکل تابع خطی و مشخص شدن عرض از مبدا و شیب خط

2. محل تلاقی خط با محور yها.

## دامنه و برد
دامنه و برد تمامی تابع‌های خطی برابر است با  {\displaystyle \mathbb {R} }.
نکته: اگر نمودار برابر با {\displaystyle y=b} باشد آنگاه برد تابع برابر است با {\displaystyle b} .

## خلاصه تابع خطی
در این مبحث با معادله تابع خطی و فرمول شیب آشنا شدیم. برای دیدن خلاصه تابع خطی به تصویر زیر دقت کنید:

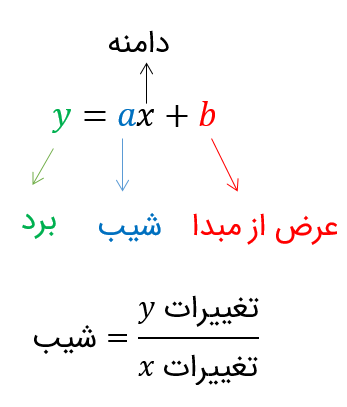
معادله تابع خطی و فرمول شیب خط